# Tokugawa Ieshige
Tokugawa Ieshige (徳川 家重, 28 de janeiro de 1712 – 13 de julho de 1761) foi o nono xogum do xogunato Tokugawa do Japão. Reinou entre os anos de 1745 e 1760.
Foi o primeiro filho de Tokugawa Yoshimune e sua mãe era a filha de Okubo Tadanao. Seu nome de nascimento era Nagatomi-maru. Em 1725 realizou sua cerimônia de genpuku (maior de idade). Sua primeira esposa, Nami-no-miya, era filha do Príncipe Fushimi-no-miya Kuninaga. Sua segunda esposa, Okō, era filha de um cortes; ela era a mãe de Ieharu, sucessor de Ieshige.
Ieshige sofria de doenças crônicas e teria um sério problema na fala. A eleição de Ieshige como herdeiro de Yoshimune, causou disputas com seus outros irmãos Tokugawa Munetake e Tokugawa Munetada, que eram candidatos mais capazes de governar. Yoshimune insistiu em sua decisão baseando-se no principio confucionista da primogenitura. Quando Ieshige assumiu o cargo em 1745, Yoshimune continuou administrando os assuntos oficiais até este ano.
Era desinteressado nos assuntos governamentais e decidiu atribui as suas decisões a seu servo Ooka Tadamitsu (1709 – 1760). Ieshige se retirou em 1760 e tomou o título de Ōgosho, e designou seu primeiro filho Tokugawa Ieharu como seu sucessor.
O reinado de Ieshige estaria inundado pela corrupção, os desastres naturais, a fome e a emergência da classe mercantil, e seu desinteresse em solucionar os problemas causaram uma decadência do poder do clã Tokugawa.
Faleceria um ano depois de se retirar, em 1761.
O segundo filho de Ieshige, Tokugawa Shigeyoshi, seria o fundador do clã Shimizu-Tokugawa, junto com os Clãs Tayasu e Hitotsubashi (estabelecido pelos irmãos mais novos de Ieshige) formariam o gosankyō, as três raízes secundárias do clã Tokugawa, e de onde seria selecionados os futuros xogum, em caso de termino da linhagem principal.
O nome póstumo de Ieshige foi Junshin-in, e seu tumulo está no mausoléu Tokugawa de Zōjō-ji em Shiba, Edo. Seus restos mortais foram desenterrados e estudados por científicos entre os anos de 1958 e 1960. Se descobriu que seus dentes estavam torcidos e muito deformados, confirmando seu defeito de fala, e que seu tipo sanguíneo era A.